# 石埇镇
石埇镇，是中华人民共和国广西壮族自治区钦州市浦北县下辖的一个乡镇级行政单位。

## 行政区划
石埇镇下辖以下地区：
南流社区、石埇村、文昌村、长山村、油滩村、八东村、坡子坪村和旺盛江村。